# 19e régiment d'infanterie légère
Le 19e régiment d'infanterie légère (19e léger) est un régiment d'infanterie légère de l'armée française créé sous la Révolution sous le nom de 19e bataillon de chasseurs.

En 1854, il est transformé et prend le nom de 94e régiment d'infanterie.

## Création et différentes dénominations
- 27 février 1793 : Formation du 19e bataillon de chasseurs
- 1794 : devient la 19e demi-brigade légère de première formation
- 17 mars 1799 : transformé en 19e demi-brigade légère de deuxième formation
- 1803 : renommée 19e régiment d'infanterie légère.
- 16 juillet 1815 : comme l'ensemble de l'armée napoléonienne, il est licencié à la Seconde Restauration
- 11 août 1815 : création de la légion de la Haute-Vienne.
- 23 octobre 1820 : renommée 19e régiment d'infanterie légère.
- En 1854, l'infanterie légère est transformée, et ses régiments sont convertis en unités d'infanterie de ligne, prenant les numéros de 76 à 100. Le 19e régiment d'infanterie légère prend le nom de 94e régiment d'infanterie de ligne.

## Colonels/Chefs de brigade
- 1er frimaire an VII - an XI : Charles-François Bourgeois - Chef de brigade (*)
- 1830 : de Hennault de Bertaucourt, colonel
- 1845 : Prudent de Chasseloup-Laubat - colonel (*)(**)
- 15 juillet 1848 : colonel Joseph Édouard de La Motte-Rouge (*)(**)

(*) Ces officiers sont devenus par la suite généraux de brigade.
(**) Ces officiers sont devenus par la suite généraux de division.

## Historique du19eléger
Bataille d'Ernée
- 1830 : Une ordonnance du 28 août créé le 3e bataillon du 19e léger[1]

- 1832 : Siège de la citadelle d'Anvers
- 1841 à 1847 : Algérie
- 1848 : fait partie de l'armée des Alpes

## Personnalités ayant servi au19eRIL
- Michel Jacques François Achard (1778-1865), général d'empire, capitaine adjudant-major à la 19e Demi-Brigade Légère en 1803

## Sources et bibliographie
- Histoire de l'armée et de tous les régiments volume 4 par Adrien Pascal
- Nos 144 Régiments de Ligne par  Émile Ferdinand Mugnot de Lyden
- Les liens externes cités ci-dessous